# Vaqueiros (Santarém)
Vaqueiros ist ein Ort und eine ehemalige Gemeinde (Freguesia) im portugiesischen Kreis Santarém. Die Gemeinde hatte 294 Einwohner (Stand 30. Juni 2011).
Am 29. September 2013 wurden die Gemeinden Vaqueiros und Casével zur neuen Gemeinde União das Freguesias de Casével e Vaqueiros zusammengeschlossen.